# Ahmad Al-Jaber Al-Sabah

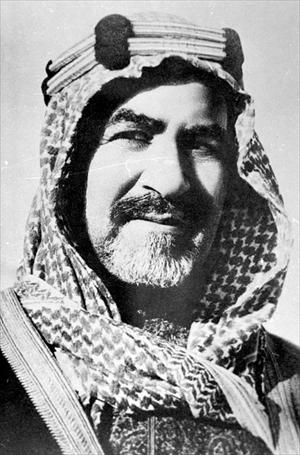
Ahmad Al-Jaber Al-Sabah

Ahmad Al-Jaber Al-Sabah (Arabisch: أحمد الجابر الصباح) was sjeik van Koeweit van 1921 tot 1950. Hij was de tiende heerser van de Al-Sabah-dynastie van Koeweit. Ahmad werd in 1885 geboren als zoon van Jabir II Al-Sabah, die sjeik van Koeweit was van 1915 tot 1917. In 1921 nam Ahmad Al-Jaber Al-Sabah de macht over na de dood van zijn oom Salim Al-Mubarak Al-Sabah.
Vlak na het begin van Ahmads regering werden de grenzen van Koeweit definitief vastgelegd in een verdrag tussen Groot-Brittannië en Ibn Saoed. Dat was tegen de zin van Ahmad, omdat Koeweit door dit verdrag meer dan een derde van zijn territorium moest afstaan aan de aangrenzende landen Irak en Saoedi-Arabië.
In de jaren dertig werd in Koeweit olie ontdekt, hetgeen groot belang zou hebben voor de toekomstige geschiedenis van het land. Hij voerde de gesprekken met het Britse Anglo-Persian, het latere BP, en het Amerikaanse Gulf Oil. De twee werden door de sjeik tegen elkaar uitgespeeld en ze besloten daarom de krachten te bundelen. Zij richtten in december 1933 de Kuwait Oil Company (KOC) op en kregen allebei 50% van de aandelen van het bedrijf in handen. De gesprekken duurde alsnog langer dan verwacht want de sjeik was goed op de hoogte van de afspraken met de oliemaatschappijen in de buurlanden. Op 23 december 1934 werd het contract ondertekend en kreeg de KOC  voor een periode van 75 jaar het exclusieve recht om naar olie te zoeken en deze te produceren.
Ahmads zoon Jaber Al Ahmad Al Jaber Al Sabah was emir van 1977 tot 2006.